# Now寬頻電視外購節目列表
本條目列出曾經於香港Now寬頻電視播放的外購動畫和節目。

## 音乐节目
| 節目名稱   | 頻道               | 首播日期      | 輯數／季數 | 集數 | 備註         |
| ---------- | ------------------ | ------------- | ---------- | ---- | ------------ |
| 我是歌手   | Now芒果台          | 2013年1月18日 | 第一季     | 13   | 紧贴中國播放 |
| 我是歌手   | Now芒果台          | 2014年1月3日  | 第二季     | 13   | 紧贴中國播放 |
| 中國好聲音 | Now香港台          | 2014年7月18日 | 第三季     | 15   | 紧贴中國播放 |
| 中國好聲音 | Now香港台          | 2015年7月17日 | 第四季     | 15   | 紧贴中國播放 |
| 蒙面歌王   | NowJelli紫金國際台 | 2015年8月3日  | —          | 11   | 紧贴中國播放 |
| 註釋:      |                    |               |            |      |              |

## 真人秀
| 節目名稱   | 頻道      | 首播日期      | 輯數／季數 | 集數       | 備註         |
| ---------- | --------- | ------------- | ---------- | ---------- | ------------ |
| 奔跑男女   | Now香港台 | 2010年11月    |            | 14         | 原版1-14集   |
| 奔跑男女   | Now101台  | 2011年2月     | 待查       | 原版15- 集 |              |
| 爸爸去哪兒 | Now芒果台 | 2014年6月20日 | 第二季     | 16         | 紧贴中國播放 |
| 註釋:      |           |               |            |            |              |

## now香港台
- 《變！變！變！變你個頭》
- 《新家好月圓》
- 《大食旅行團》
- 《紅色風爆》
- 《簡單煮意》
- 《屋～澳大不同》
- 《屋～澳大裝修》
- 《恐怖數學》
- 《恐怖醫學[永久]》
- 《恨死隔籬屋》（一）
- 《哈林老師好》
- 《標哥美味假期》
- 《秘撈五味》
- 《食得唔好嘥》
- 《強心臟》
- 《快煮型男》（一、二）
- 《設計一叮》
- 《我猜我猜我猜猜猜》（曾經轉往101台繼續播放）
- 《我愛Travel》（曼谷、首爾、紐約）
- 《美麗在望》（曾經轉往101台繼續播放）
- 《天使大作戰》（一）

## now 101台
- 《天使大作戰》（二）
- 《我的帥管家》
- 《搬箱箱》
- 《恐怖醫學（页面存档备份，存于）》
- 《快煮型男》（三）
- 《恨死隔籬屋》（二）
- 《麻辣天后宮》
- 《驅魔人》
- 《熟女的最後機會》（一,二）
- 《床邊鬼故》
- 《AKB之初體驗》(season 3-4)
- 《Hello Baby》
- 《我一、三、五歲了》
- 《靦腆醫學》
- 《十點名人堂》
- 《東京十人》
- 《食神之路》
- 《情迷朱古力》
- 《居安See危》
- 《旅行應援團》
- 《神話放送》
- 《金頭腦》
- 《Sicily with Aldo and Enzo》
- 《瀛媽日記》
- 《韓星競技賽》
- 《瀛知有密》